# Masuo
Masuo（マスオ、1989年〈平成元年〉10月29日- ）は、日本の男性YouTuber。 所属事務所兼MCNはUUUM。YouTuberのHIKAKINとは幼なじみである。音楽活動時のレコードレーベルはUUUM RECORDS。

## 略歴
1989年10月29日に日本の新潟県中頸城郡妙高高原町（現在の妙高市）で生まれた。2012年よりYouTubeに動画を投稿し始める。初期は好きな漫画を紹介する動画、料理動画等をアップしていたが、次第にゲーム実況や大量買い動画等の幅広いジャンルの動画を投稿するようになった。しかし現在ではスタイルを大きく変え、自身のTwitchでの生配信の切り抜き動画を主に投稿している。

### 略年譜
2012年8月8日、『MasuoTV』を開設。8月11日、動画を初投稿し、YouTuberデビューを果たす。
2013年10月、『MasuoTV』のチャンネル登録者数が10万人を突破した。
2014年1月18日、セカンドチャンネルとして『MasuoGames』を開設。
2015年6月28日、自身が飼っている熱帯魚のベタ男が亡くなってしまい、ベタ男を東京都の公園にお墓を建てて埋める動画をアップしたところ、大炎上。ポップなBGMを使っていたことや、公園に埋めていたことが炎上の理由だとマスオは考察した。この出来事の後、だんだんとオワコンと呼ばれるようになってしまう。
2018年1月、『MasuoTV』のチャンネル登録者数が100万人を突破した。
2019年2月に外務省とコラボレーションし、同月14日から16日にかけて行われた『G20気候持続可能性作業部会（CSWG）2019年第1回会合』（気候変動をテーマとした会合）にて、スピーチを行った。
2021年12月5日、一般女性との結婚を発表。
2022年5月5日、第一子誕生を報告。
2025年2月8日、Twitchでの配信を開始した。

## 人物

### YouTuberとして
幼馴染であるHIKAKINが運営するチャンネル『HikakinTV』に度々ゲストとしての出演を経て、後に『MasuoTV』として独立しYouTuberデビューを果たす。
主に日常Vlog、料理、ゲーム実況(お絵かきの森等)、日常の出来事を題材とした動画を投稿している。

### 配信者として
2025年からTwichでの活動を始めている。

### マッサージ師として
あん摩マッサージ指圧師、はり師、きゅう師の3つの国家資格を有する鍼灸マッサージ師であり、治療院で働いた経験を持つ。

## 出演

### テレビ番組
- Rの法則 vs ニューベンゼミ 真夏の自由研究SP（2016年8月1日、NHK Eテレ）[9]
- おはスタ（2020年4月7日 - 2022年3月29日、テレビ東京）- 火曜レギュラー[動画 13][10][11]

### CM
- チャリ走 3rd Race （2014年8月 - ）
- Infinite trampoline 3D （2015年3月 - ）
- 実況パワフルプロ野球ヒーローズ （2016年12月 ‐ ）
- GALLERIA「WHY GAMING PC? WHY GALLERIA?」（2020年12月 - ）
- カプリコ （2020年12月 ‐ ）
- エブリバディ 1-2-Switch! First Look Party （2023年6月 ‐ ）
- ソニックスーパースターズ （2023年9月 - ）
- ラストウォー （2024年5月 - ）

#### 動画
1. 1 2 3  “32歳誕生日！お知らせがありまっす！！！！”. YouTube. MasuoTV (2021年10月29日). 2021年10月29日閲覧。
2. ↑  “出身地が当てられるのか！！？？出身地鑑定・方言チャート”. YouTube. MasuoTV (2015年7月9日). 2021年10月29日閲覧。
3. ↑  “【大量購入】激安通販SHIENで初爆買い！奇抜すぎる服がヤバかったwww”. YouTube. MasuoTV (2022年10月8日). 2022年10月15日閲覧。
4. 1 2 3  “ついに完成MasuoTV！I've set up MasuoTV！”. YouTube. MasuoTV (2012年8月11日). 2021年10月29日閲覧。
5. ↑  “祝！MasuoTVチャンネル登録者10万人突破！”. YouTube. MasuoTV (2013年10月17日). 2021年10月29日閲覧。
6. ↑  MasuoTV (2015-06-28), 【悲報】ベタ男がまさかの・・・。 2025年5月30日閲覧。
7. ↑  MasuoTV (2025-02-08), 大炎上したベタお動画を本人が実況してみた 2025年5月30日閲覧。
8. ↑  “あと20人で登録者100万人だ！”. YouTube. MasuoTV (2018年1月24日). 2021年10月29日閲覧。
9. ↑  “外務省から仕事キター！G20でスピーチしてきたぞー！”. YouTube. MasuoTV (2019年3月12日). 2021年5月21日閲覧。
10. ↑  “プロポーズします。”. YouTube. MasuoTV (2021年12月5日). 2021年12月8日閲覧。
11. ↑  MasuoTV (2022-05-05), 【ご報告】パパになりました。 2025年4月28日閲覧。
12. ↑  “肩がゆるむのが手で分かる！マスオのマッサージ講座やってみた！”. YouTube. MasuoTV (2015年12月2日). 2021年10月29日閲覧。
13. ↑  “超重大発表があります！おはスタ新レギュラーに決定しました！”. YouTube. MasuoTV (2020年3月30日). 2021年10月29日閲覧。

### 事務所
- Masuo - UUUM

### YouTubeチャンネル
- MasuoTV - YouTubeチャンネル
- MasuoGames - YouTubeチャンネル

### SNS・配信
- DarkMasuoTV (@DarkMasuoTV)- Twitch
- MasuoTV（マスオ） (@masuotv) - X（旧Twitter）
- MasuoTV（マスオ） (@masuotv) - Instagram